# グエン・タン・ズン
グエン・タン・ズン（ベトナム語：Nguyễn Tấn Dũng、1949年11月17日 - ）は、ベトナムの政治家。ベトナム共産党政治局員、第6代ベトナム社会主義共和国首相を務めた。

## 来歴
南部のカマウ省に生まれる。ズンの出生時、故郷はフランスを宗主国とするベトナム国の支配下にあった。その後、ベトナム国はベトナム共和国（南ベトナム）にとって代わられたが、ズンは若くして祖国統一・民族解放運動に加わっていく。
1961年、ベトナム南部解放軍に入隊。ベトナム戦争時には南ベトナム解放民族戦線で活動した。1967年、ベトナム労働党（後のベトナム共産党）の南部組織に入党する。1975年にベトナム民主共和国（北ベトナム）が南ベトナムを倒してベトナム戦争が終結し、翌1976年に北ベトナム主導による南北ベトナムの統一が実現してベトナム社会主義共和国が建国されると、ズンは同国の国軍となったベトナム人民軍に参加し、1981年まで軍務に服役した。
退役後、キエンザン省を中心にベトナム共産党の党務に従事し、同省の党委員会副書記まで昇進。また、同省人民委員会委員長（省政府長官）も兼務した。
この間、1986年12月の第6回党大会で党中央委員候補に選出されていたズンは、1991年6月、第7回党大会において党中央委員に昇進。1994年12月、内務省次官に任命された。
1996年6月の第8回党大会では党政治局員に選出され、政治局常務委員に抜擢される。同年8月、党中央経済委員長を兼任（1998年まで）。1997年9月のファン・ヴァン・カイ内閣発足に際し、常任副首相（第一副首相）に就任。同年12月の第8期党中央委員会第4回総会でドー・ムオイ書記長が退任し、レ・カ・フューを後任の書記長とする新執行部が発足すると、ズンは1998年1月、政治局常務委員を退任した。
その後、同年5月から1999年12月までベトナム国家銀行総裁を兼務し、金融システムの改革に尽力した。
2001年4月の第9回党大会において党政治局員に再選され、序列第5位まで昇格。40代で党中枢に抜擢され、長らくファン・ヴァン・カイ首相の後継者と目されていたズンは、2006年4月の第10回党大会でも党政治局員に再選されて序列第3位となり、同年6月27日、第11期第9回国会において首相に選出された。
2007年7月、第12期第1回国会において首相に再任。
2016年1月の第12回党大会においては、党書記長の後任と目されていたが、結局は党中央委員の候補から外されて引退することが確定した。4月6日、第13期国会第11回会議において、首相を退任した。

## 外交

### 日本

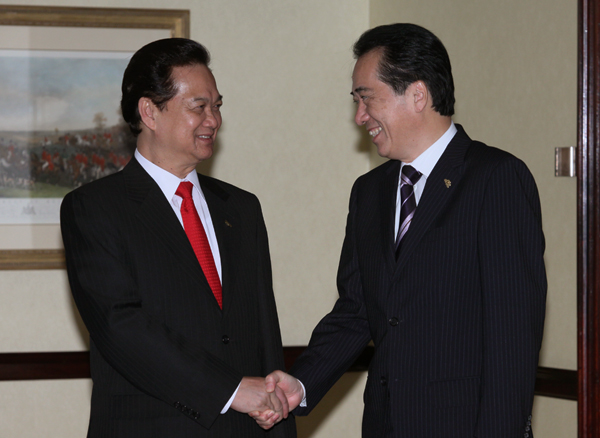
菅直人内閣総理大臣と（2010年10月4日）

一部報道では親中派で日本に対する関心が低い、或いは「日本嫌い」と伝えられていたが、2006年10月19日、日本の皇居・宮殿にて、公式訪問中のズン首相夫妻は天皇・皇后と会見。16世紀に栄えた日本人町（ホイアン）が話題に上り、天皇が今の状況を尋ねると、ズン首相は「世界遺産になっています。両陛下に是非ベトナムを訪問していただき、その際に見て下さい」と答えたという。
また同日、安倍晋三首相との初の首脳会談を行い、2007年1月に日越間の経済連携協定（EPA）交渉を正式にスタートさせることで合意した。ズン首相は会談で、日本政府による開発援助（ODA）と日本企業の投資環境整備のための支援に感謝の意を表明し、「日本はODA、貿易、投資のいずれの面でも常にベトナムの最重要パートナーだ」と述べている。
2010年10月31日には、ハノイで開かれたASEAN首脳会議の際に菅直人首相と会談し、ベトナムが建設を予定しているニントゥアン第二原子力発電所のうち2基の日本受注、またレアアース共同開発で合意していたが、原発建設計画は彼の退任に合わせるかのように2016年11月22日に財政難および地元住民の反対を理由に計画中止が決定された。
2013年1月、第2次安倍内閣発足後の初外遊で訪越した安倍晋三首相と会談した。

### 中国
中華人民共和国が南シナ海で原油採掘を強行していることについて、「地域の平和への脅威」と批判している。

## 家族
夫人のチャン・タイン・キエムとの間に2男1女をもうけている。長男のグエン・タイン・ギはホーチミン市建築大学副学長、建設次官を歴任。35歳で第11期党中央委員候補に選出。彼の異例の出世は、ズン首相による身内贔屓として党内外から批判されている。長女のグエン・タイン・フオンは大手ベトキャピタル証券 (Viet Capital Securities, VCSC) 共同創業者兼会長。